# Hermival-les-Vaux
Hermival-les-Vaux est une commune française, située dans le département du Calvados en région Normandie, peuplée de 860 habitants.

## Géographie
La commune est limitrophe de Lisieux, en pays d'Auge. Son bourg est à 5,5 km au nord-est du chef-lieu d'arrondissement et à 13 km au sud-ouest de Cormeilles.
Ce village du pays d'Auge est traversé par la Paquine, affluent de la Touques, fleuve qui se jette dans la Manche entre Deauville et Trouville.
Le point culminant (166 m) se situe en limite nord, près du lieu-dit les Sept Voies. Le point le plus bas (52 m) correspond à la sortie de la Paquine du territoire, à l'ouest.
| Fauguernon | Fauguernon, Moyaux | Moyaux, Ouilly-du-Houley |
| Rocques    | Hermival-les-Vaux  | Ouilly-du-Houley         |
| Lisieux    | Glos               | Firfol                   |

### Hydrographie
La commune est située dans le bassin Seine-Normandie. Elle est drainée par la Paquine, le ruisseau de la Fontaine Feron, le fossé 01 du Lieu Milment, le ruisseau de la Fosse Picot, le ruisseau Perdrix, le ruisseau de Morbec, le ruisseau Carbonnet et divers autres petits cours d'eau,.
La Paquine, d'une longueur de 25 km, prend sa source dans la commune de Drucourt et se jette  dans la Touques à Ouilly-le-Vicomte, après avoir traversé 13 communes. 

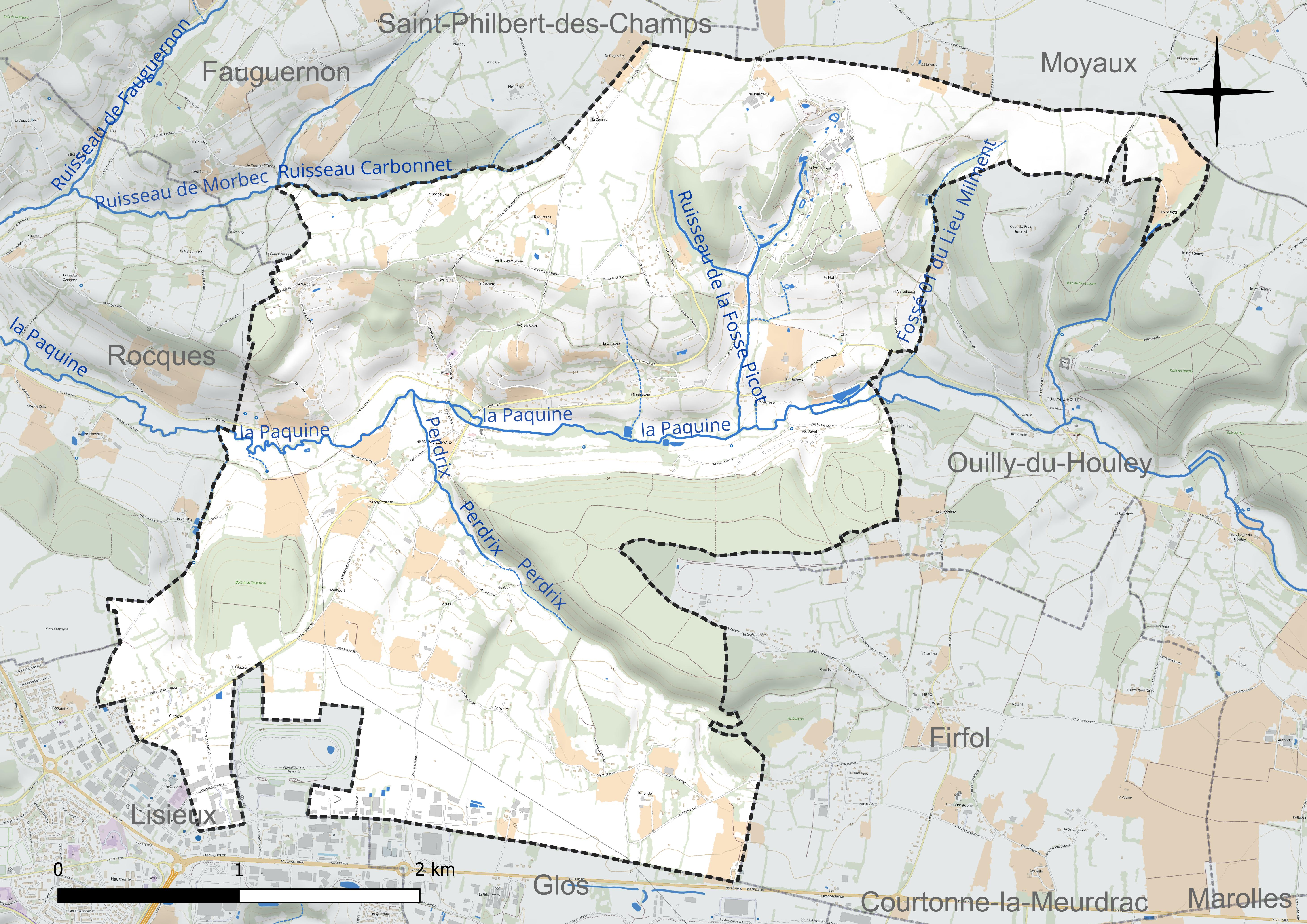
Réseau hydrographique de Hermival-les-Vaux.

### Climat
Pour des articles plus généraux, voir Climat de la Normandie et Climat du Calvados.
En 2010, le climat de la commune est de type climat océanique altéré, selon une étude du CNRS s'appuyant sur une série de données couvrant la période 1971-2000. En 2020, Météo-France publie une typologie des climats de la France métropolitaine dans laquelle la commune est exposée à un climat océanique et est dans la région climatique  Côtes de la Manche orientale, caractérisée par un faible ensoleillement (1 550 h/an) ; forte humidité de l'air (plus de 20 h/jour avec humidité relative > 80 % en hiver), vents forts fréquents. Parallèlement le GIEC normand, un groupe régional d'experts sur le climat, différencie quant à lui, dans une étude de 2020, trois grands types de climats pour la région Normandie, nuancés à une échelle plus fine par les facteurs géographiques locaux. La commune est, selon ce zonage, exposée à un « climat contrasté des collines », correspondant au Pays d'Auge, Lieuvin et Roumois, moins directement soumis aux flux océaniques et connaissant toutefois des précipitations assez marquées en raison des reliefs collinaires qui favorisent leur formation.
Pour la période 1971-2000, la température annuelle moyenne est de 10,5 °C, avec  une amplitude thermique annuelle de 13,2 °C. Le cumul annuel moyen de précipitations est de 836 mm, avec 12,4 jours de précipitations en janvier et 8,7 jours en juillet. Pour la période 1991-2020, la température moyenne annuelle observée sur la station météorologique la plus proche, située sur la commune de Lisieux à 5 km à vol d'oiseau, est de 11,7 °C et le cumul annuel moyen de précipitations est de 881,4 mm,. Pour l'avenir, les paramètres climatiques de la commune estimés pour 2050 selon différents scénarios d'émission de gaz à effet de serre sont consultables sur un site dédié publié par Météo-France en novembre 2022.

## Urbanisme

### Typologie
Au 1er janvier 2024, Hermival-les-Vaux est catégorisée commune rurale à habitat dispersé, selon la nouvelle grille communale de densité à 7 niveaux définie par l'Insee en 2022.
Elle est située hors unité urbaine. Par ailleurs la commune fait partie de l'aire d'attraction de Lisieux, dont elle est une commune de la couronne,. Cette aire, qui regroupe 57 communes, est catégorisée dans les aires de 50 000 à moins de 200 000 habitants,.

### Occupation des sols
L'occupation des sols de la commune, telle qu'elle ressort de la base de données européenne d'occupation biophysique des sols Corine Land Cover (CLC), est marquée par l'importance des territoires agricoles (76,6 % en 2018), en diminution par rapport à 1990 (79,9 %). La répartition détaillée en 2018 est la suivante : 
prairies (54,8 %), forêts (18,7 %), terres arables (14,9 %), zones agricoles hétérogènes (6,9 %), zones industrielles ou commerciales et réseaux de communication (3,2 %), zones urbanisées (1,5 %). L'évolution de l'occupation des sols de la commune et de ses infrastructures peut être observée sur les différentes représentations cartographiques du territoire : la carte de Cassini (XVIIIe siècle), la carte d'état-major (1820-1866) et les cartes ou photos aériennes de l'IGN pour la période actuelle (1950 à aujourd'hui).

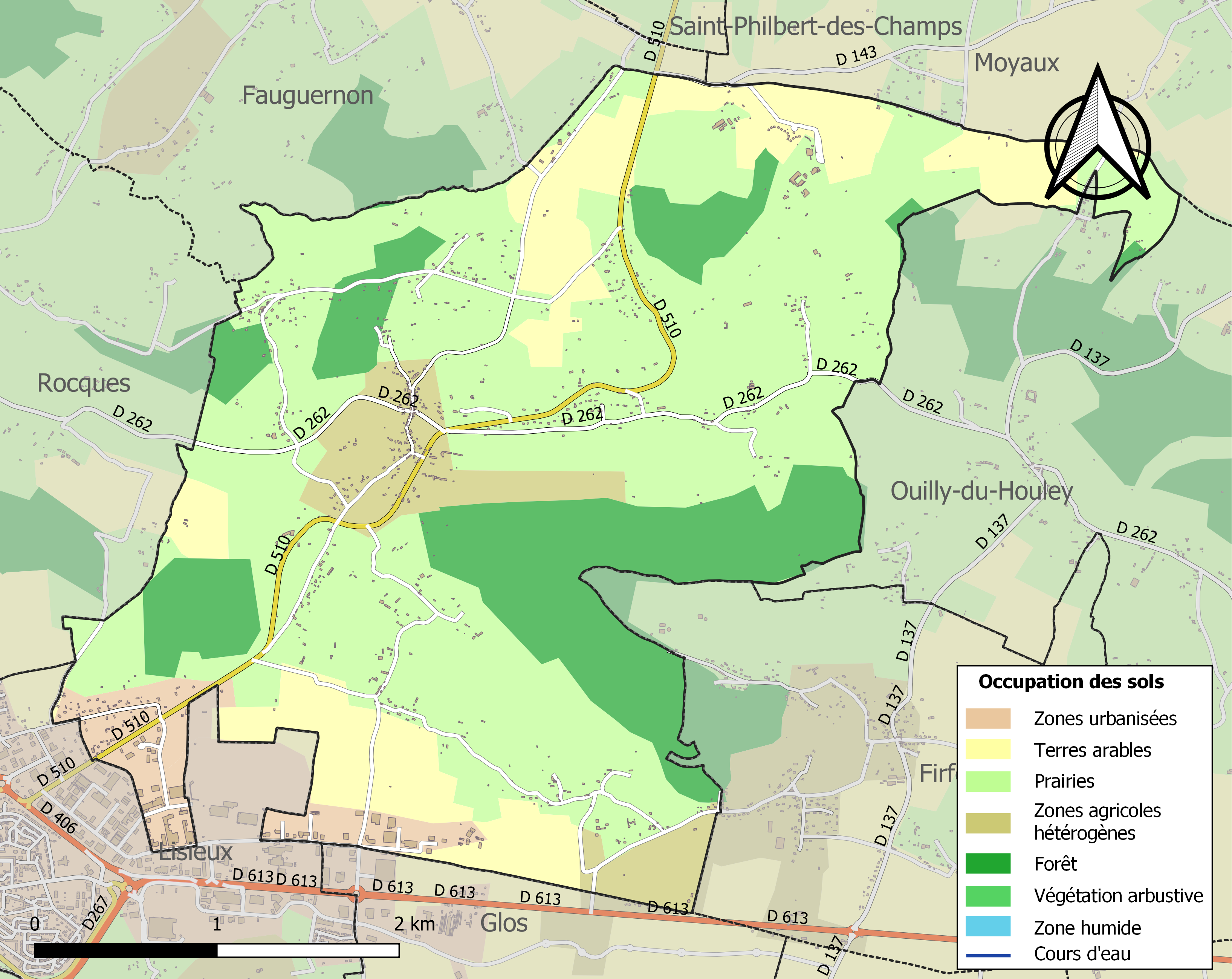
Carte des infrastructures et de l'occupation des sols de la commune en 2018 (CLC).

## Toponymie
Le nom de la localité d'Hermival est attesté sous les formes Hermevilla en 1180 et Hermieval en 1320. Le toponyme semble issu du latin vallis, « vallée », adjoint à ce qui pourrait être l'anthroponyme germanique Hermies.
L'origine liée à la topographie vallonnée semble partagée par l'ancienne commune des Vaux réunie à Hermival.
Le gentilé est Hermivalais.

## Histoire
L'origine d'Hermival remonte à l'époque gallo-romaine. Le territoire est traversé par une voie romaine allant de Lisieux à Lillebonne, aujourd'hui disparue (2007), mais dont le tracé existe toujours. Le début de cette voie est visible à Lisieux, rue Pont-Mortain.
En 1825, Hermival absorbe Les Vaux (171 habitants) au sud du territoire. La commune ainsi formée (384 habitants en 1954) absorbe en 1960 une partie de Saint-Jacques (3 039 habitants).

## Politique et administration
| Période    | Période    | Identité        | Étiquette | Qualité     |
| ---------- | ---------- | --------------- | --------- | ----------- |
| 1977       | avril 2012 | Gérard Élie     | SE        | Agriculteur |
| avril 2012 | En cours   | Gérard Beaudoin | SE        | Agriculteur |

Le conseil municipal est composé de quinze membres dont le maire et deux adjoints.

## Démographie
L'évolution du nombre d'habitants est connue à travers les recensements de la population effectués dans la commune depuis 1793. Pour les communes de moins de 10 000 habitants, une enquête de recensement portant sur toute la population est réalisée tous les cinq ans, les populations de référence des années intermédiaires étant quant à elles estimées par interpolation ou extrapolation. Pour la commune, le premier recensement exhaustif entrant dans le cadre du nouveau dispositif a été réalisé en 2006.
En 2022, la commune comptait 860 habitants, en évolution de +5,65 % par rapport à 2016 (Calvados : +1,58 %, France hors Mayotte : +2,11 %).
Hermival-les-Vaux a compté jusqu'à 784 habitants en 1806.
| 1793 | 1800 | 1806 | 1821 | 1831 | 1836 | 1841 | 1846 | 1851 |
| ---- | ---- | ---- | ---- | ---- | ---- | ---- | ---- | ---- |
| 725  | 753  | 784  | 694  | 724  | 735  | 675  | 671  | 658  |

| 1856 | 1861 | 1866 | 1872 | 1876 | 1881 | 1886 | 1891 | 1896 |
| ---- | ---- | ---- | ---- | ---- | ---- | ---- | ---- | ---- |
| 641  | 637  | 587  | 544  | 531  | 501  | 532  | 527  | 487  |

| 1901 | 1906 | 1911 | 1921 | 1926 | 1931 | 1936 | 1946 | 1954 |
| ---- | ---- | ---- | ---- | ---- | ---- | ---- | ---- | ---- |
| 476  | 460  | 433  | 415  | 412  | 424  | 377  | 377  | 384  |

| 1962 | 1968 | 1975 | 1982 | 1990 | 1999 | 2006 | 2011 | 2016 |
| ---- | ---- | ---- | ---- | ---- | ---- | ---- | ---- | ---- |
| 412  | 395  | 526  | 518  | 673  | 760  | 832  | 838  | 814  |

| 2021 | 2022 | - | - | - | - | - | - | - |
| ---- | ---- | - | - | - | - | - | - | - |
| 843  | 860  | - | - | - | - | - | - | - |

## Lieux et monuments

### Le château d'Hermival

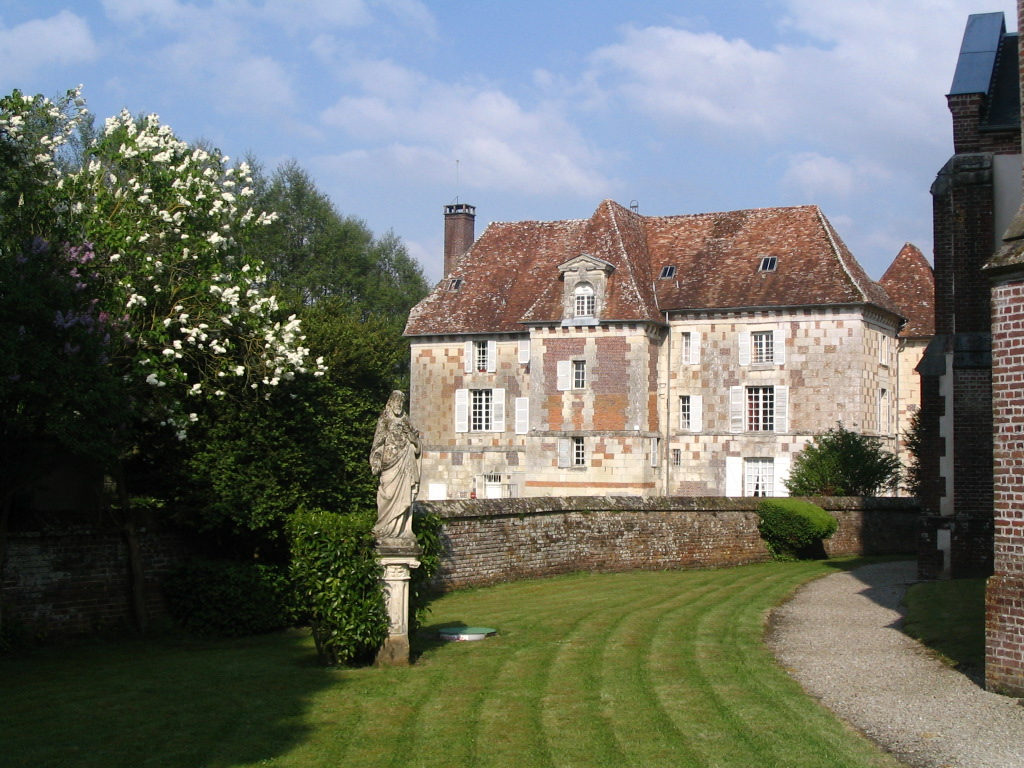
Le château derrière la place de l'Église.

Les deux tours carrées en damier de brique rose et pierre ont été construites au XVIe siècle. Elles sont ornées de corniches à mâchicoulis. Une deuxième campagne, au XVIIIe siècle, permit la construction d'une façade en pierre de taille en retrait des deux tours. La partie centrale de cette façade dispose d'une entrée encadrée de pilastres en bossages (en légère saillie), d'une fenêtre sur deux étages et surmontée d'un fronton triangulaire.
Ses façades sont inscrites aux monuments historiques depuis le 19 janvier 1927.
Propriétaires successifs :
- XVIIe siècle : famille du Bosch,
- XVIIIe siècle : famille Doisnel,
- XIXe siècle :  famille Le Boctey,
- de 1865 à 1959 : famille Fleuriot,
- XXe siècle : propriété privée de la communauté des Béatitudes,
- XXIe siècle : famille Decaen.
- XXIe siècle : famille Legrand

### L'église Saint-Germain

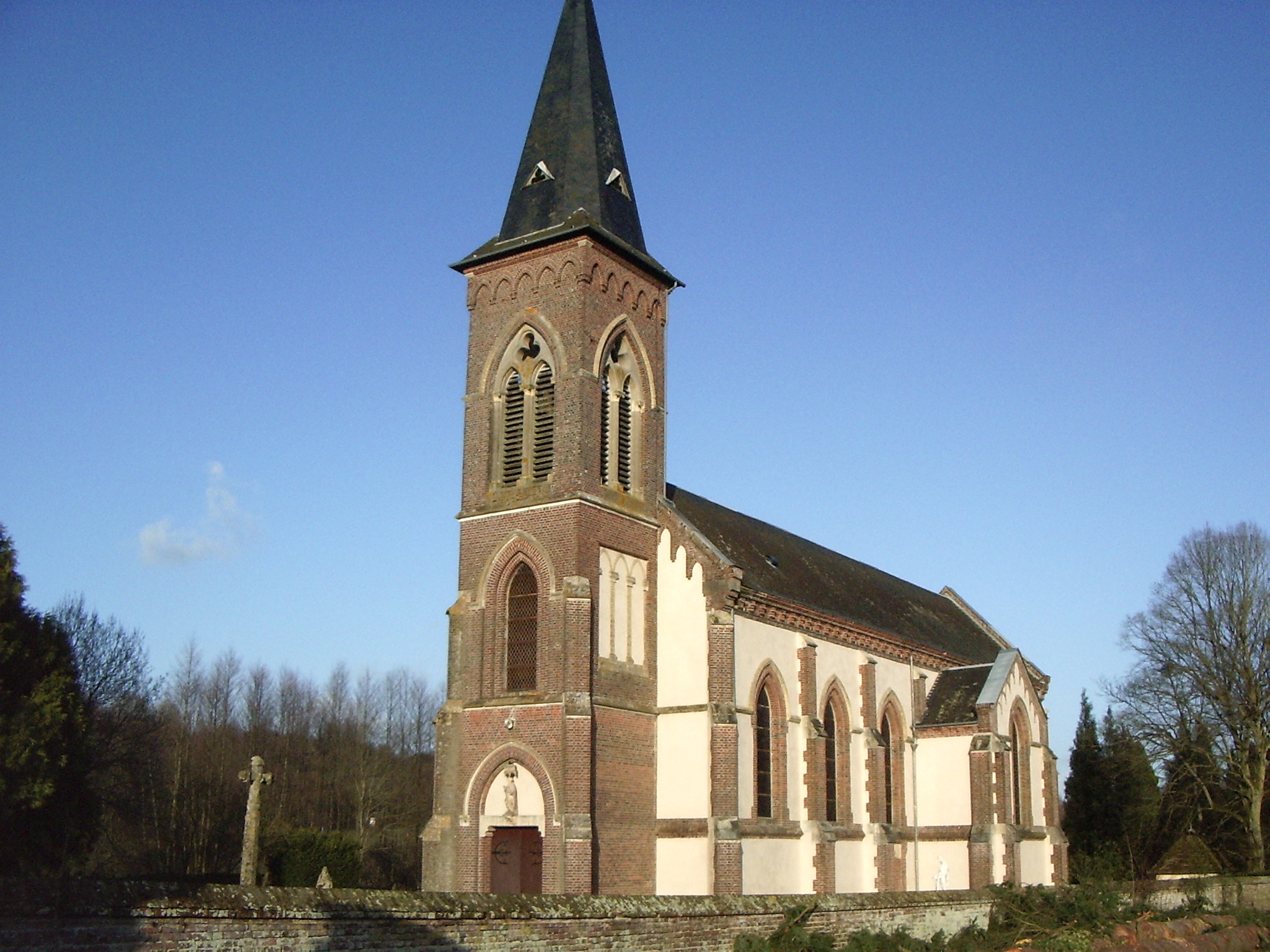
L'église Saint-Germain.

L'église Saint-Germain du XIXe siècle dispose d'une architecture simple avec un mobilier contemporain.
Trois autels en pierre y sont installés. L'entrée se fait par un porche surmonté du clocher et la statue de saint Germain y trône dans une niche sur la porte.
Cette église a été reconstruite à l'emplacement d'une église romane des XIIe et XIIIe siècles.

### Le manoir Saint-Laurent
Manoir en colombages, pierre et brique du XVIIe siècle. Il se trouve à l'intérieur du parc zoologique.

### Autres lieux
- Le parc zoologique Cerza.
- L'église Notre-Dame des Vaux a été détruite[37] comme beaucoup d'églises de communes absorbées au début du XIXe siècle.

## Personnalités liées à la commune
- Gaston Le Révérend (1885-1962), poète et instituteur, a vécu à Hermival-les-Vaux, de 1929 à 1960.
- Ophélie Longuet (1977-2018), danseuse, chorégraphe et professeur de danse classique française, y est inhumée.